# El Zapote, Tequila
El Zapote är en ort i Mexiko.   Den ligger i kommunen Tequila och delstaten Jalisco, i den centrala delen av landet, 500 km väster om huvudstaden Mexico City. El Zapote ligger 1 639 meter över havet och antalet invånare är 118.
Terrängen runt El Zapote är kuperad norrut, men söderut är den bergig. Runt El Zapote är det ganska glesbefolkat, med 23 invånare per kvadratkilometer. Närmaste större samhälle är Atemanica, 14,6 km söder om El Zapote. I omgivningarna runt El Zapote växer huvudsakligen savannskog.